# Facundo
Facundo är en ort i Argentina.   Den ligger i provinsen Chubut, i den södra delen av landet, 1 500 km sydväst om huvudstaden Buenos Aires. Facundo ligger 437 meter över havet och antalet invånare är 185.
Terrängen runt Facundo är huvudsakligen platt. Facundo ligger nere i en dal. Trakten runt Facundo är nära nog obefolkad, med mindre än två invånare per kvadratkilometer.. Det finns inga andra samhällen i närheten.
Omgivningarna runt Facundo är i huvudsak ett öppet busklandskap.